# Shinano (portaerei)
La Shinano (信濃?) era una portaerei unica della sua classe derivata dalle navi da battaglia della classe Yamato della Marina imperiale giapponese impostata il 4 maggio 1940 nel cantiere di Yokosuka, varata il 5 ottobre 1944 ed entrata in servizio il 19 novembre 1944. Il nome era in omaggio alla provincia di Shinano, ora scomparsa, situata nella zona centrale dell'isola di Honshū.

## Impiego operativo
La Shinano doveva essere la terza unità della classe Yamato ma, al contrario delle due precedenti Yamato e Musashi, fu convertita a portaerei dopo essere stata impostata come nave da battaglia.
Il 28 novembre 1944, mentre ancora si trovava nella fase finale di allestimento per il montaggio delle porte stagne, dei condotti di ventilazione e delle pompe antincendio, la portaerei venne fatta spostare dall'arsenale di Yokosuka al più sicuro porto di Kure. Tale trasferimento era stato deciso nel timore di un imminente attacco aereo statunitense, giustificato dal sorvolo sul porto di Yokosuka da parte di un ricognitore americano, avvenuto nei giorni precedenti.
La partenza avvenne alle ore 18:00, in modo da navigare di notte per evitare possibili avvistamenti dalla ricognizione aerea, recando a bordo gli oltre 3000 uomini di equipaggio e 340 tra operai e tecnici, addetti a terminare l'allestimento nel porto di destinazione.
Pur scortata dai cacciatorpediniere Isokaze, Yukikaze e Hamakaze, la Shinano fu intercettata dal sommergibile USS Archerfish che riuscì ad affondarla mettendo a segno quattro siluri.
Viene ricordata come l'unità di maggior dislocamento mai affondata da un sommergibile.